# Мангры Восточной Африки
Мангры Восточной Африки — экорегион тропических мангр, произрастающих вдоль восточного побережья Африки, на узкой полосе, периодически затапливаемой приливами Индийского океана. Они занимают полосу между самым низким уровнем воды во время отлива и самым высоким во время прилива — литораль. Максимальная ширина полосы произрастания мангр — 50 км. Максимальная разница между уровнями прилива и отлива варьирует от 3,2—3,5 м в Танзании до 5,6 м в Мозамбике. Биогеографически мангры Восточной Африки связаны с западным берегом Мадагаскара и Южной Африкой.
Мангры подразделяются на две основные категории — произрастающие вдоль морских побережий и произрастающие в устьях рек, главным образом в дельтах. Приморские мангры поддерживают существование коралловых рифов, очищая воду от избытка нитратов и смягчая разрушающее действие волн. В устьях рек приливы проникают далеко вглубь материка, у больших рек до 50 км, достигают мест с разными лесорастительными условиями, что определяет мозаичность их формаций и способствует большему биоразнообразию. Благодаря обширности территорий речные мангры важны для миграций птиц.

## Климат
Субэкваториальный климат восточной Африки определяется воздействием муссонов, несущих океанические воздушные массы на материк. Между апрелем и октябрём господствует юго-восточный муссон, приносящий с собой обильные ливни, сильные ветра и высокие волны. В остальное время преобладает северо-восточный муссон. Климат недостаточно влажный — среднегодовое количество осадков составляет от 750 мм 1500 мм, наибольшее их количество выпадает на юге Кении и севере Танзании. Нехватку пресной воды компенсируют грунтовые воды, питающие подводные течения, в результате создаются условия для развития мангр.

## Растительность

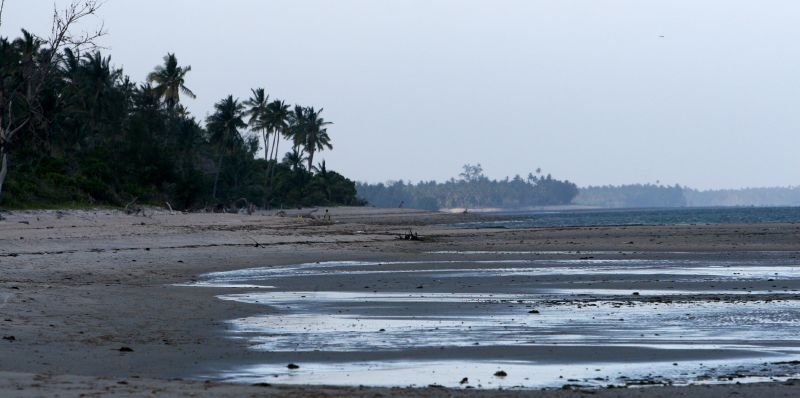
Пляж в национальном парке Саадани

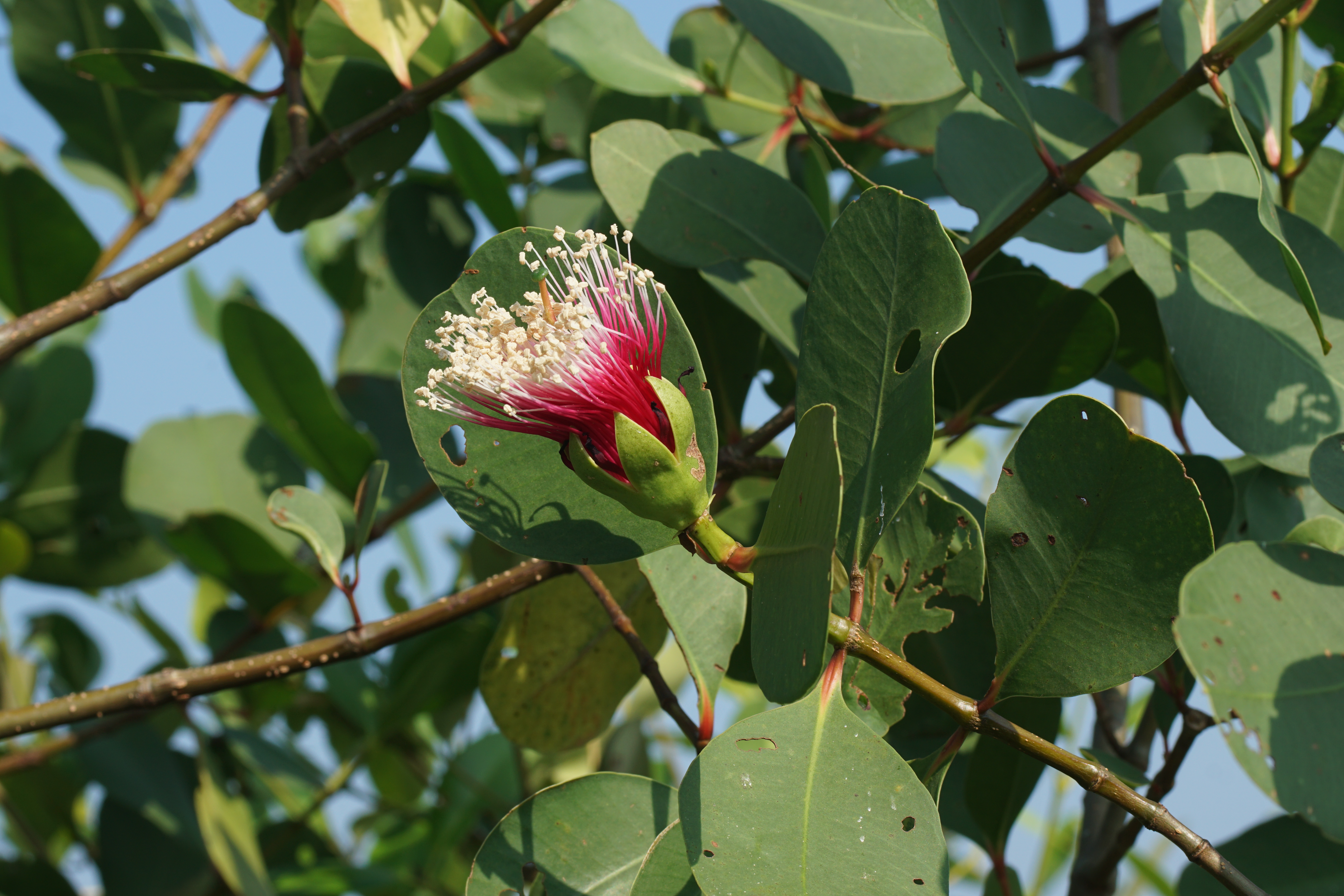
Соннератия белая (Sonneratia alba)

Несмотря на меньшую территорию, флора мангр Восточной Африки более разнообразна, чем флора мангр западного побережья Африки, так же различаются образуемые ими сообщества. Восточноафриканские мангровые сообщества образованы видами, характерными для флоры прибрежной зоны Индийского океана, флора прибрежных зон Атлантического океана менее богата. Повсеместно в регионе встречаются восемь видов мангровых деревьев, каждый из которых произрастает в местах с определённой солёностью, уровнем вод, кислотностью почв и содержанием кислорода в почвах. Avicennia marina произрастает на песчаных почвах, Rhizopora mucronata — на илистых речных почвах. Ceriops tagal предпочитает более сухие места, Bruguiera gymnorrhiza — наиболее влажные. Ближе к границе суши, в зоне перехода к солёной воде, растут Lumnitzera racemosa и Xylocarpus granatum. Первой осваивает открытые берега Sonneratia alba, за ней следуют Heritiera littoralis и Bruguiera.

## Провинции, частично или полностью расположенные в экорегионе
- Кения: Квале, Килифи, Ламу, Момбаса, Река Тана;
- Мозамбик: Замбезия, Иньямбане, Кабу-Делгаду, Софала;
- Сомали: Нижняя Джубба;
- Танзания: Дар-эс-Салам, Линди, Мтвара, Пвани, Танга.